# 飛天 (佛教)

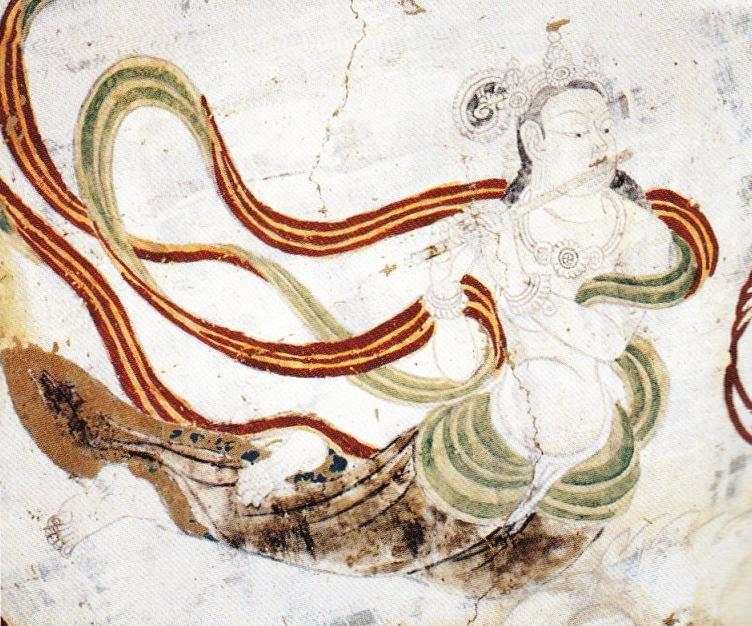
甘肅省瓜州縣榆林窟飞天壁畫

飛天（羅馬化：apsarā），是佛教中在诸佛周围飞行、礼赞的天人。
飛天一詞出自於《洛陽伽藍記》卷二載：“石橋南道，有景興尼寺，亦閹官等所共立也。有金像輦，去地三尺，施寶蓋，四面垂金鈴七寶珠，飛天伎樂，望之雲表。”。飛天最早誕生於古印度，後傳入中國，與中國藝術融合。魏晉南北朝初期，壁畫中的飛天亦稱飛仙。莫高窟的492個洞窟中，幾乎皆畫有飛天。
飛天是乾闥婆和緊那羅相混合，《大智度论》中说:“乾闼婆是诸天伎人，随逐诸天，为诸天作乐。”飛天男女不分，職能不分，以香為食，不近酒肉，有佛陀出現的場合，便一定有飛天存在。《阿闥婆吠陀》中說飛天有6,333個，每當天上舉行佛會，便凌空飛舞，拋灑鮮花，以作歌舞，用歌聲、舞姿、音樂、鮮花、食物供養諸佛。
道教也有飛天。董思靖在《洞玄灵宝自然九天生神章经解义》指出：“飞天大圣无极神王者, 如《度人经》中所载十方飞天神王是也。谓之飞天, 言其迹之无滞也。”

## 延伸閱讀
- 赵声良：〈飞天新论 （页面存档备份，存于）〉。